# Henri Meert
Henri Meert (ur. 27 sierpnia 1920 w Schaerbeek  – zm. 19 maja 2006 w Anderlechcie) – belgijski piłkarz grający na pozycji bramkarza. Był reprezentantem Belgii.

## Kariera klubowa
Przez całą swoją piłkarską karierę Meert był związany z klubem RSC Anderlecht, w którym w sezonie 1941/1942 zadebiutował w pierwszej lidze belgijskiej. Wraz z Anderlechtem wywalczył osiem tytułów mistrza Belgii w sezonach 1946/1947, 1948/1949, 1949/1950, 1950/1951, 1953/1954, 1954/1955, 1955/1956 i 1958/1959 oraz pięć wicemistrzostw Belgii w sezonach 1943/1944, 1947/1948, 1952/1953, 1956/1957 i 1959/1960. W 1960 roku zakończył karierę.

## Kariera reprezentacyjna
W reprezentacji Belgii Meert zadebiutował 24 grudnia 1944 roku w przegranym 1:3 towarzyskim meczu z Francją, rozegranym w Paryżu. Od 1944 do 1957 roku rozegrał 33 mecze w kadrze narodowej.